# Berchmansus cinctipes
Berchmansus cinctipes är en insektsart som först beskrevs av Banks 1915.  Berchmansus cinctipes ingår i släktet Berchmansus och familjen guldögonsländor. Inga underarter finns listade i Catalogue of Life.